# Štirje kaplani

 

George L. Fox, Alexander D. Goode

 

Clark V. Poling, John P. Washington

Štirje kaplani (izvirno angleško Four Chaplains) je naziv za štiri vojaške kaplane Kopenske vojske ZDA, ki so dali svoja življenja, da so rešili druge, med potopitvijo transportne ladje USAT Dorchester med drugo svetovno vojno. Pomagali so drugim vojakom, da so zasedli mesta na rešilnih čolnih in ko je zmanjkalo rešilnih jopičev, so dali vojakom svoje; potopitev je tako preživelo 230 od 904 vojakov. Rešilni jopiči niso zadostno zaščitili vojakov pred podhladitvijo, ki je bila glavni vzrok smrti vojakov; temperatura vode je bila 1 °C in zraka 2 °C. 
Potem, ko so prispele dodatne rešilne ladje, »so videli stotine mrtvih teles, ki so plavala na vodi in so jih na vrhu držali reševalni jopiči.«

## PotopitevDorchestra
Kaplani, ki so vsi imeli čin poročnika, so bili metodistični duhovnik George L. Fox, judovski rabin Alexander D. Goode, rimskokatoliški duhovnik John P. Washington in reformirani duhovnik Clark V. Poling. Bili so na krovu transportne ladje USAT Dorchester, ko jo je 3. februarja 1943 zadel torpedo nemške podmornice U-223 na severnem Atlantiku. Ko se je ladja potapljala, so štirje kaplani mirili prestrašene vojake in mornarje, pomagali pri evakuaciji ladje in pomagali ranjencem, da so zapustili ladjo. Kaplani so tudi drugim dali svoje rešilne jopiče. 
Ko sem plaval stran, sem pogledal nazaj. Rakete so osvetljevale vse. Premec se je dvignil visoko in ladja se je potopila. Zadnja stvar, ki sem jo videl, so bili štirje kaplani, ki so molili za varnost mož. Storili so vse, kar so lahko. Nisem jih več videl. Niso imeli nobene možnosti brez njihovih rešilnih joičev.
19. decembra 1944 so vse štiri kaplane posmrtno odlikovali s škrlatnim srcem in Distinguished Service Cross. Leta 1961 so ustanovili tudi Chaplain's Medal for Heroism, ki jo je predal predsednik ZDA družinam kaplanov.
Kaplane so počastili tudi s poštno znamko, ki je bila izdana leta 1948 in z aktom Kongresa, ki je razglasil 3. februar za Dan štirih kaplanov.
Goode, Poling in Washington so bili tudi skavti Amerike.

## Kapela štirih kaplanov
3. februarja 1951 je predsednik Harry S. Truman odprl kapelo, posvečeno v čast kaplanov, s katero so počastili te kaplane različnih ver; kapela se je nahajala v Grace Baptist church v Filadelfiji. Leta 1974 se je kongregacija preselila v Blue Bell (Pensilvanija), zato so kapelo prodali Tempeljski univerzi. Izvirna kapela je pričela propadati in jo je leta 1991 univerza podrla.
Fundacija, ki je nadzirala kapelo, je tako premaknila kapelo na začasni prostor v Pottstown (Pensilvanija), ko je zbirala sredstva za novo kapelo, ki so jo nameravali postaviti na darovanem prostoru v Freedoms Foundation at Valley Forge. Zaradi nepridobitve gradbenih dovoljenj, nasprotovanja sosedov in pomanjkanja denarja so kapelo leta 2001 prestavili v Pomorsko pristanišče Filadelfija.